# Synedrellopsis
Synedrellopsis är ett släkte av korgblommiga växter. Synedrellopsis ingår i familjen korgblommiga växter.
Kladogram enligt Catalogue of Life:
| Synedrellopsis | \| \| Synedrellopsis grisebachii \| \| \| \| |
|                | \| \| Synedrellopsis grisebachii \| \| \| \| |
|                | Synedrellopsis grisebachii                   |
|                |                                              |